# 사바 (가수)
사바(아랍어: صباح, 영어: Sabah, 1927년 12월 10일 ~ 2014년 11월 26일)는 레바논의 가수, 배우이다. 움 쿨숨, 와르다 알 자자이리아, 파이루즈와 함께 "아랍 세계의 디바"로 불렸으며, "레바논 음악의 여제"(아랍어: إمبراطورة الأغنية اللبنانية)로도 불렸다. 50여 개의 앨범을 발매했으며, 98편의 영화와 20개 이상의 연극 무대에서 연기를 했다. 올랭피아, 카네기 홀, 로열 앨버트 홀, 시드니 오페라 하우스에서 공연을 한 최초의 아랍 가수 중 한 명이다.